# Beijing Automobile Works
Beijing Automobile Works (BAW) ist ein chinesischer Automobilhersteller mit anfänglichem Sitz in Peking. BAW produziert leichte Geländefahrzeuge und Lastkraftwagen für den zivilen und militärischen Gebrauch. Der staatseigene, übergeordnete Konzern war lange Zeit Beijing Automotive Group (BAIC).

## Geschichte

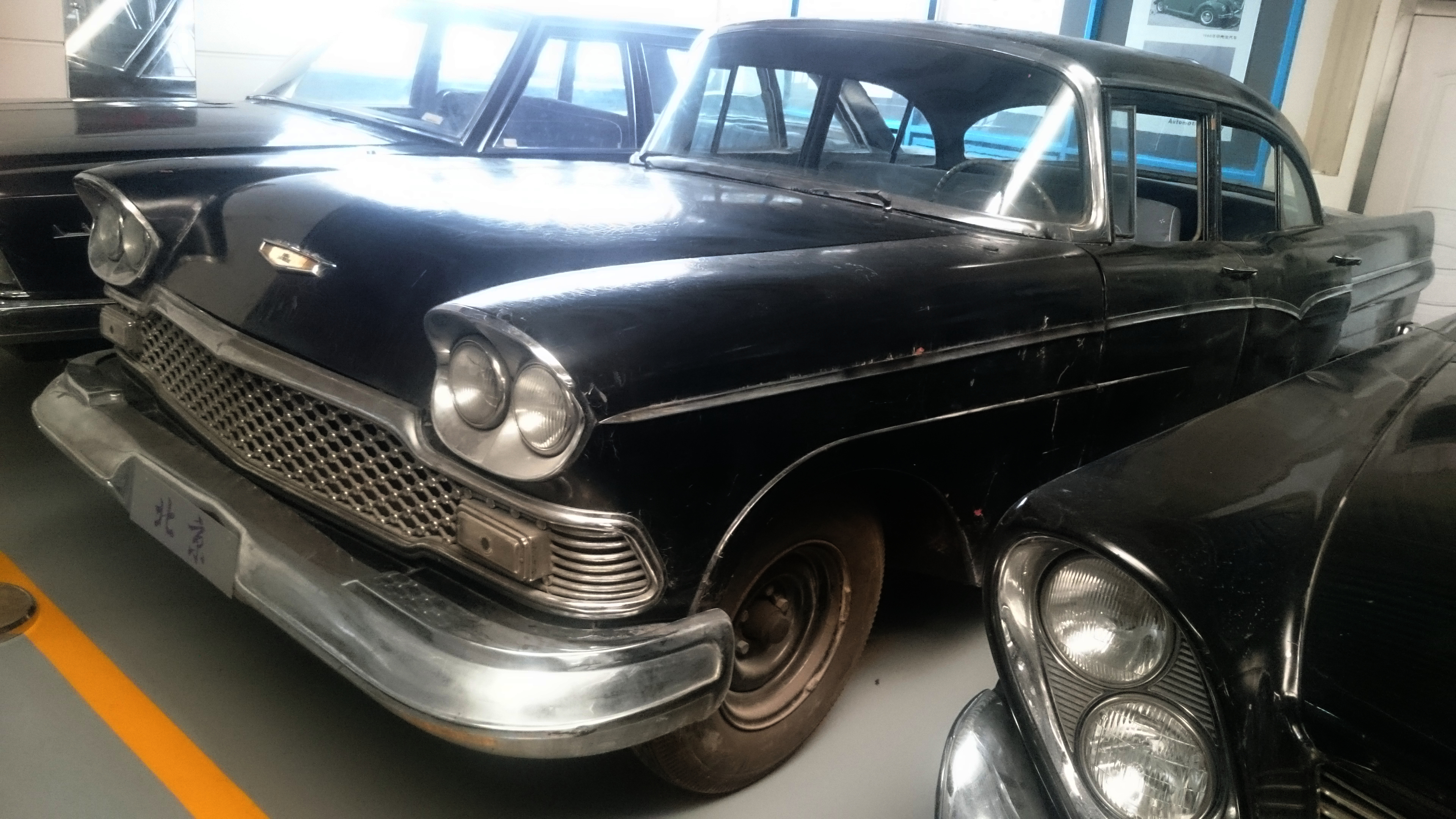
Erfolglos in der Oberklasse: Beijing CB4 (1958–1962)

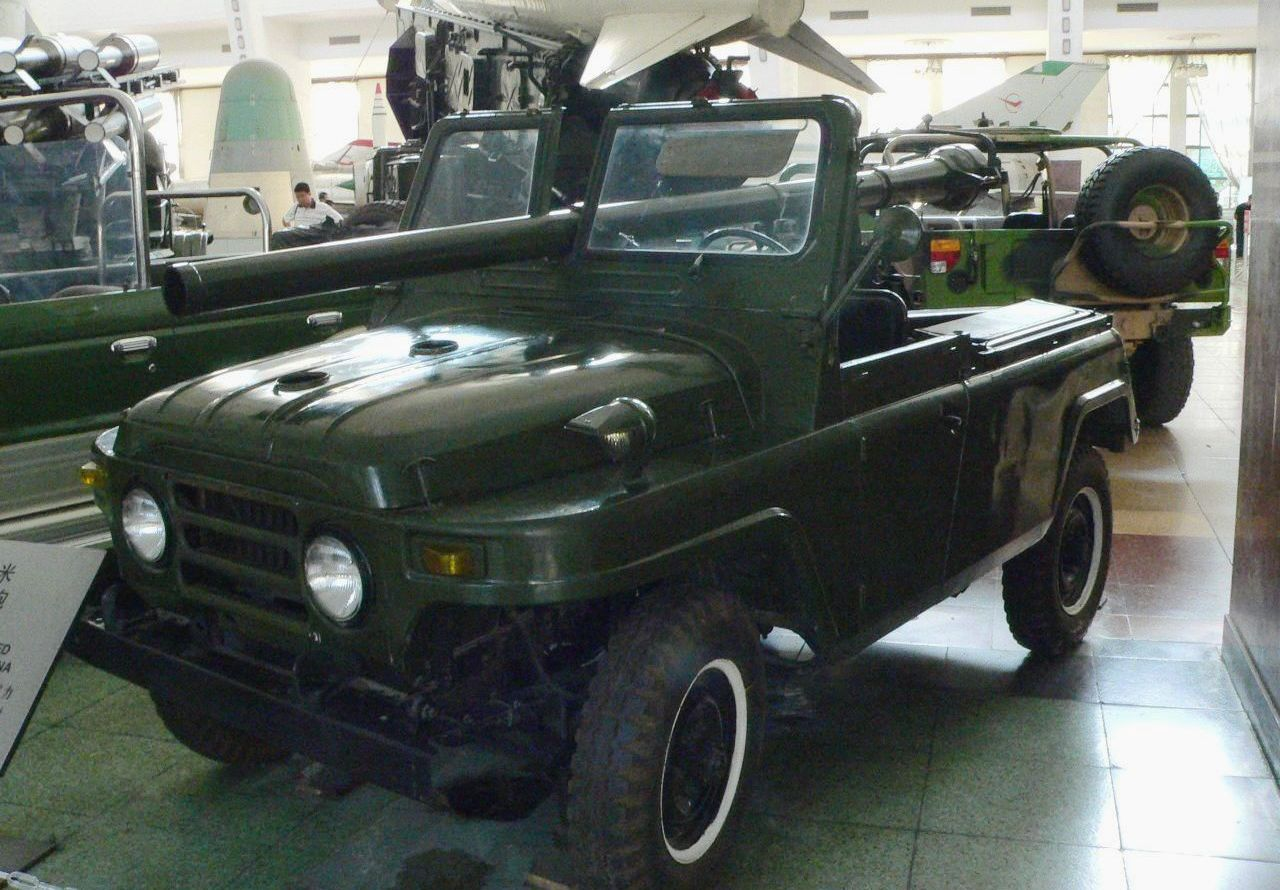
Volumenmodell von BAW: Der Geländewagen Beijing BJ212

Beijing Automobile Works wurde 1953 mit sowjetischer Unterstützung als Die Erste Zusatzteilfabrik gegründet und 1958 in Beijing Automobile Works umbenannt. Der Betrieb stellte zunächst Zubehörteile für chinesische Fahrzeuge her, vor allem Vergaser, Benzinpumpen, Scheinwerfer und kleinere Blechteile.
1958 begann BAW mit der Produktion eigener Personenkraftwagen. Das erste Modell war eine kleine Limousine mit einem 1,2 Liter großen Heckmotor, deren technisches Konzept dem VW Käfer nachempfunden war und bis 1960 unter der Marke Jinggangshan und der Modellbezeichnung Jinggangshan vertrieben wurde. 1960 präsentierte BAW die viertürige Limousine Dongfanghong BJ760 unter dem Markennamen Dongfanghong, die formal und technisch dem sowjetischen GAZ M-21 Wolga entsprach und den deutlich kleineren Jinggangshan ablöste. Der Dongfanghong (deutsch: „Der Osten ist rot“) war kein Erfolg. Je nach Quelle entstanden in zehn Jahren lediglich 106 oder 238 Exemplare. Auch die 1958 präsentierte Oberklasselimousine Beijing CB4 erreichte nur sehr geringe Stückzahlen. Ab 1964 konzentrierte sich BAW vor allem auf die Produktion des Geländewagens Beijing BJ212, der über 20 Jahre lang im Programm blieb und vor allem von der Armee eingesetzt wurde. Laut einer Quelle lautete die Firmierung von 1966 bis 1976 Beijing Dongfanghong Auto Works. Mitte der 1970er-Jahre unternahm BAW noch einmal den Versuch, im Bereich der zivilen Personenkraftwagen Fuß zu fassen. 1974 stellte das Unternehmen mit dem Beijing BJ750 eine zeitgemäß gestaltete Limousine im Stil des Mercedes-Benz „Strich-Acht“ vor, die aber wiederum nur in dreistelligen Zahlen produziert wurde.
1987 fusionierte BAW mit Beijing Motorrad zur Automobile and Motorcycle United Company (BAM).
Die jetzige Beijing Automobile Works Co., Ltd (BAW), wurde 2001 gegründet und vereinte Beijing Automobile Works. BAW ging auch in das erste chinesische Joint-Venture namens Beijing Jeep Corporation ein.
Seit 2005 gibt es eine gemeinsame Fabrik mit Beijing-Benz Daimler Chrysler.
Zur Entwicklung von Elektro- und Hybridautos hat die übergeordnete Konzernmutter BAIC mittlerweile ein BAW-Schwesterunternehmen mit dem Namen Beijing New Energy Automotive Co. gegründet. Andere Quellen nennen Beijing Electric Vehicle für Elektroautos, gegründet im Oktober 2009.
Der Markenname lautete jahrelang Beijing, wie beim übergeordneten Konzern.
2020 löste sich das Unternehmen von der Beijing Automotive Group. Damit verbunden war der Verlust des Markennamens Beijing. Stattdessen wird seit etwa Anfang 2023 BAW verwendet. Der Firmensitz befindet sich inzwischen in Qingdao.

## Aufbau eines europäischen Engagements

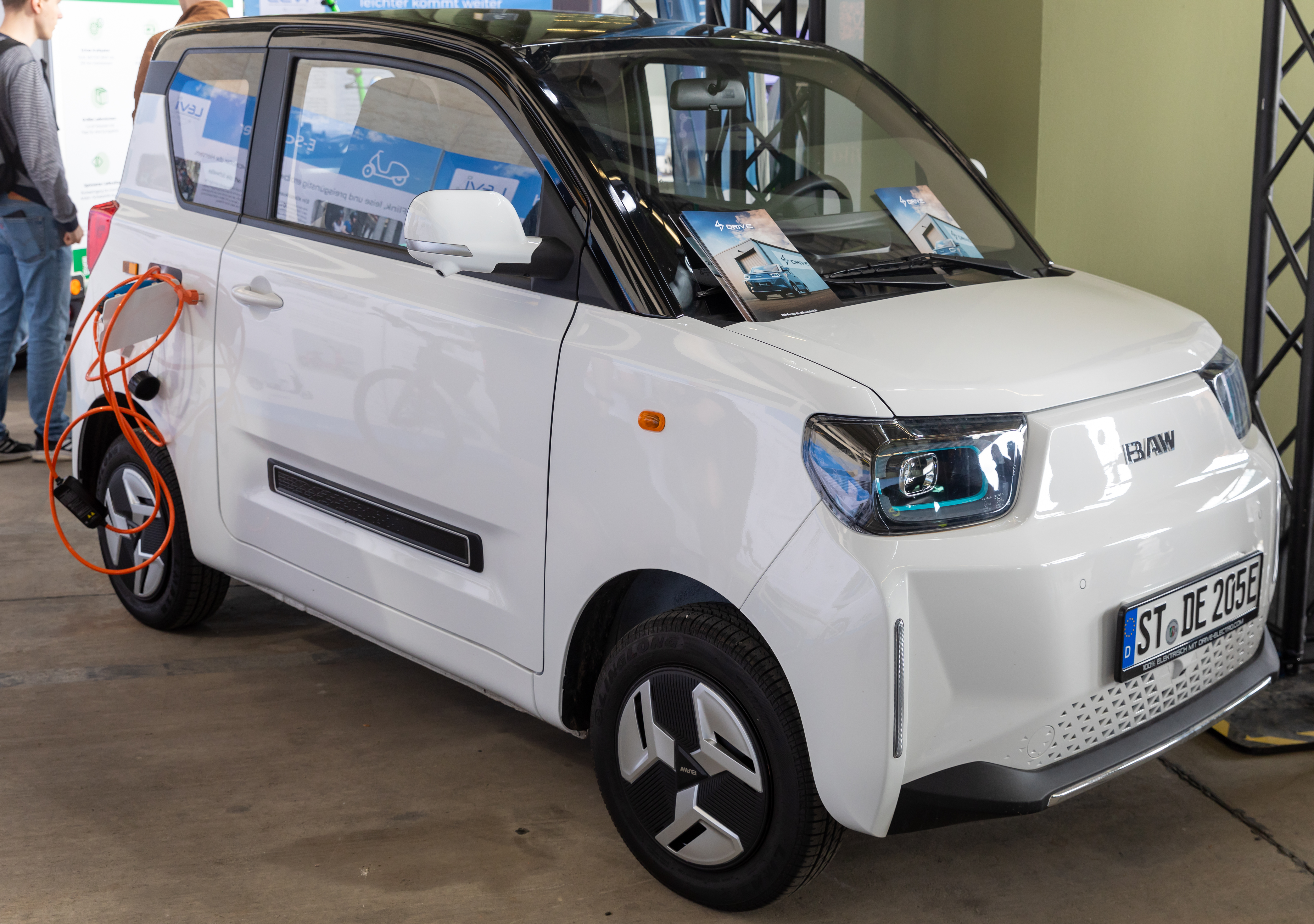
Modell Pony für den europäischen Markt

Das Unternehmen versucht offenbar durch Übernahme von europäischen Automarken ihre Marktposition zu verbessern. Am 27. Mai 2009 wurde bekannt, dass sich Beijing Automobile Works von der Deutschen Bank für eine mögliche Opel-Übernahme beraten lasse. BAW wurde auch mit einer Übernahme von Volvo in Verbindung gebracht. Am 9. September 2009 kündigte die Firma eine Minoritätsbeteiligung in den Übernahmeverhandlungen der Koenigsegg Automotive AB mit General Motors zur Übernahme des schwedischen Automobilherstellers Saab Automobile an, die nicht zum Erfolg führten, da Saab an Spyker verkauft wurde. Stattdessen erhielt BAIC die Rechte, Werkzeuge, und Motoren für den Bau der  Saab 9-3 II und Saab 9-5 I.

## Modelle

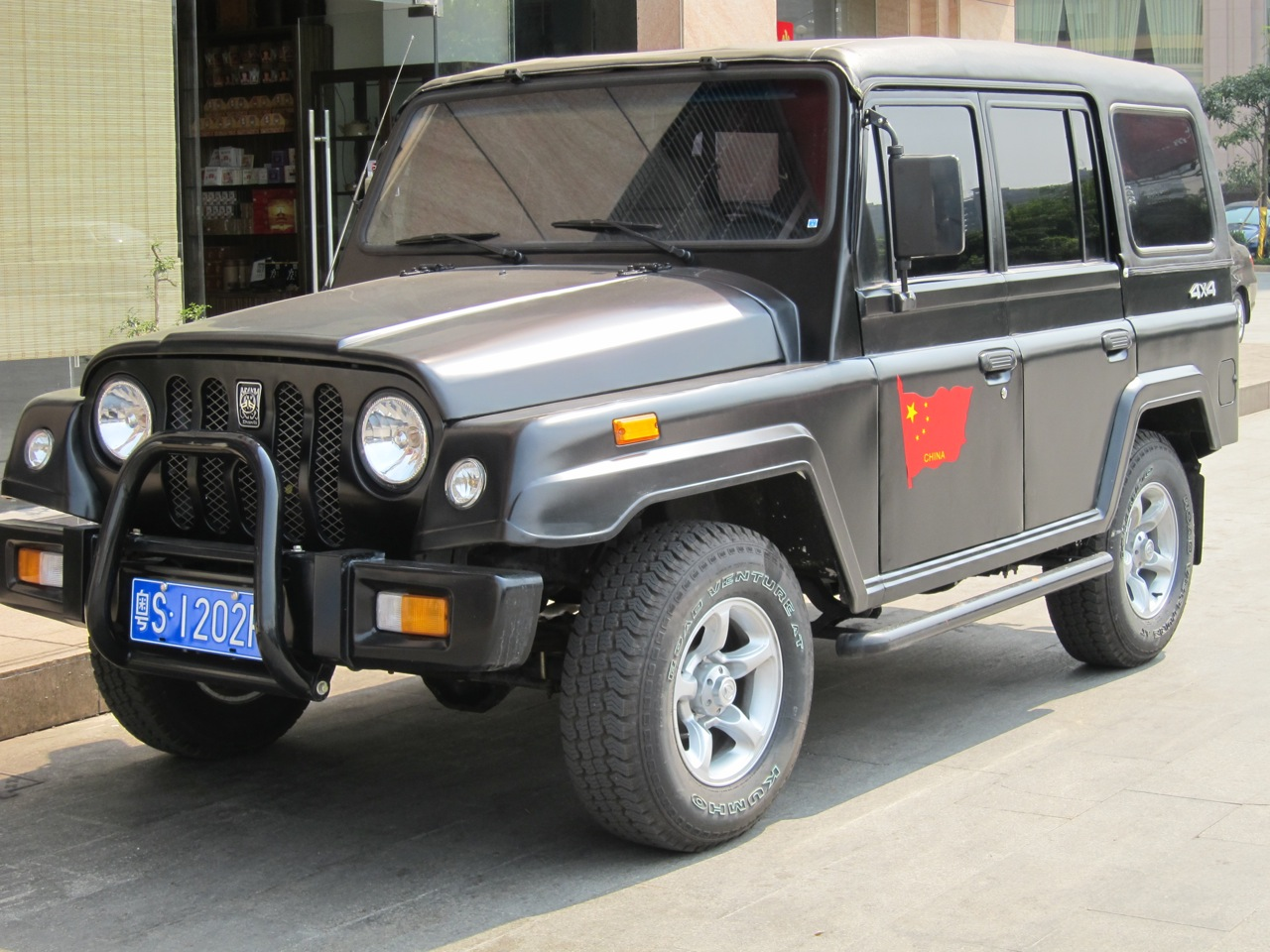
BAW Jeep

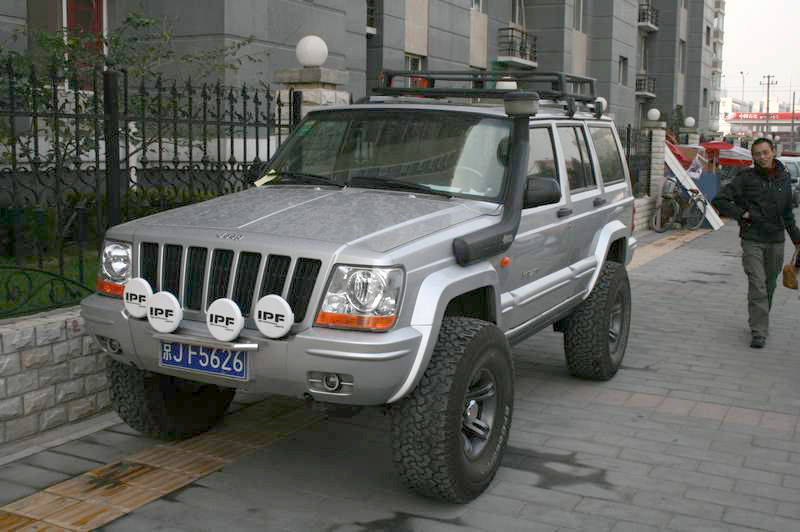
Beijing Jeep 2500

### Leichtfahrzeug
- BAW Jiabao
- BAW Yuanbao / BAW Pony

### Off Road
- Beijing BJ20
- Beijing BJ30
- Beijing BJ40
- Beijing BJ60
- Beijing BJ80
- Beijing BJ90
- Beijing Luba
- Beijing Qishi
- Beijing Leichi

### Pick-ups
- Beijing Luling Pickup

### Militärische Fahrzeuge
- Beijing Yongshi

### Amphibienfahrzeuge
- Beijing Qijian

## Submarken
Das Unternehmen verwendete Submarken. Beijing Weiwang wurde von 2011 bis 2018 genutzt. Modelle waren Beijing Weiwang 205, Beijing Weiwang 306, Beijing Weiwang 307, Beijing Weiwang M20, Beijing Weiwang M30, Beijing Weiwang M35, Beijing Weiwang M50F, Beijing Weiwang M60 und Beijing Weiwang S50.